# Вигер I
Вигер I (на немски: Wigger I; † 981) е граф в Тюрингия на Гермар-Марк (източно от Мюлхаузен), граф във Вайтагау и Духарингау (територия Цайц-Наумбург), фогт на епископия Цайц и от 965 до 981 г. първият маркграф на Маркграфство Цайц.

## Биография
Той е вероятно вторият син на граф Зигфрид фон Мерзебург († 10 юли 937) и племенник на маркграф Геро I Железния († 20 май 965).
След смъртта на маркграф Геро през 965 г. Саксонската източна марка, наричана също Марка Геро (Marca Geronis), ‎е разделена на пет по-малки марки. Създават се Северната марка, Марка Лужица, Марка Майсен, Марка Мерзебург и Марка Цайц. Вигер получава Маркграфство Цайц.
Вигер е верен придружител на Отоните, взема участие в техните войни против славяните. Той и по-големият му брат Деди вероятно подаряват монахинския манастир Дрюбек при Вернигероде.
Виггер умира през 981 г. Неговият син Вигер II († 997/1009), наследява баща си като граф във Вестгау (Гермармарк) и Вайтагау. Други големи части от територията му попадат на маркграфовете Рикдаг и Екехард I от Майсен. Гунтер Мерзебургски получава управлението на Марк Цайц. През 982 г. Цайц се обединява с Маркграфство Майсен.